# راکاوی پارک (کویینز)
راکاوی پارک (به انگلیسی: Rockaway Park) یک منطقهٔ مسکونی در ایالات متحده آمریکا است که در کویینز واقع شده‌است. محله راکاوی پارک در ضلع شرقی کویینز قرار دارد در حالی که محله بل‌ هاربر در ضلع غربی  واقع شده است. این محله بخشی از کویینز۱۴ است.